# Бозаджии
Бозаджии (болг. Бозаджии) — село в Болгарии. Находится в Сливенской области, входит в общину Сливен. Население составляет 87 человека.

## Политическая ситуация
Бозаджии подчиняется непосредственно общине и не имеет своего кмета.
Кмет (мэр) общины Сливен — Стефан Николов Радев (ГЕРБ) по результатам выборов.